# José Luis García Ferrero
José Luis García Ferrero  (Fuensalida, 30 de noviembre de 1929-Madrid, 28 de julio de 2020) fue un veterinario y político español.  

## Biografía
Ejerció como ministro de Agricultura, Pesca y Alimentación entre el 13 de septiembre de 1982 y el 2 de diciembre del mismo año, en el Gobierno Calvo-Sotelo.
Desde 1982 hasta 2018 ostentó el mandato más breve (81 días) al frente de un ministerio durante la época democrática en España. Hasta que, en junio de 2018, Màxim Huerta dimitió de su cargo como ministro de Cultura y Deporte, tras permanecer en el cargo tan solo durante siete días.

## Premios
- Gran Cruz de la Orden Civil del Mérito Agrícola (1970)[2]
- Gran Cruz de la Orden de Carlos III (1982)[3]
- Medalla de Oro del Colegio de Veterinarios de España (2007)[4]
- Medalla de la Orden del Mérito Constitucional (2011)[5]